# Theta de la Corona Boreal
Theta de la Corona Boreal (θ Coronae Borealis) és un estel a la constel·lació de la Corona Boreal. És el quart estel més brillant d'aquesta constel·lació, després d'Alphecca (α Coronae Borealis), Beta de la Corona Boreal i Gamma de la Corona Boreal. La seva magnitud aparent és +4,14 i s'hi troba a 311 anys llum del Sistema Solar.
Theta Coronae Borealis és un estel binari on les seves dos components estan separades amb prou feines 1 segon d'arc. L'estel principal, Theta Coronae Borealis A, és un estel blanc-blavós de la seqüència principal de tipus espectral B6Vnn. La seva temperatura estimada és de 14.000 K i la seva lluminositat és 380 vegades major que la del Sol. La característica més notable de Theta Coronae Borealis A és la seva enorme velocitat de rotació, d'almenys 393 km/s. Empra tan sols 10 hores a completar una volta, a diferència del Sol que empra 25 dies a fer-ho. Els estels que giren tan de pressa produeixen un disc de gas al seu voltant que genera radiació, i són anomenats estrelles Be; molts d'ells són a més variables eruptives tipus Gamma Cassiopeiae. Theta Coronae Borealis A va mostrar una disminució en la seva lluentor d'un 50% el 1970, per després mostrar una sèrie de fluctuacions en la seva lluminositat. Actualment travessa una fase d'estabilitat.
La component secundària del sistema, Theta Coronae Borealis B, amb prou feines està estudiada. La seva magnitud aparent és +6,6. En funció de la seva magnitud absoluta és probable que sigui un estel de tipus A2.